# Jachtopziener
Een jachtopziener of jachtopzichter, vroeger ook wel wildschut genoemd, is een ambtenaar met bijzondere bevoegdheden. 

## Nederland
In Nederland is een jachtopziener een buitengewoon opsporingsambtenaar ofwel BOA die toezicht houdt op naleving van de Flora- en faunawet.
Een van de taken van een jachtopziener is het reguleren van de wildstand. In Nederland zijn veel jachtopzichters in particuliere dienst. Een klein deel is in dienst van de overheid (het Rijk en gemeenten) of natuurbeheerorganisaties.

## Suriname
In Suriname zijn jachtopzieners voornamelijk belast met de naleving van de Jachtwet 1954 en het daaraan gerelateerde Jachtbesluit 2002. In het verlengde van de jacht, zorgen zij ook voor de naleving van de Vuurwapenwet.  Een duurzaam beheer van beschermde gebieden en de in het wild voorkomende dieren en planten en het natuurbeheer vallen onder de werkzaamheden van de jachtopzieners. De jachtopzieners vallen onder de afdeling Natuurbeheer van het onder directoraat Bosbeheer van het ministerie van Ruimtelijke Ordening, Grond- en Bosbeheer. Veel jachtopzieners zijn ex-militairen.
Onder de verantwoordelijkheden van de jachtopzieners vallen:
- het uitvoeren van  bewakingspatrouilles daaronder begrepen jachtcontroles
- het uitvoeren van contactpatrouilles met de lokale bevolking
- bezoekerscontrole
- kamponderhoud
- het opsporen van strafbare feiten
- rapportage
- Het schrijven van proces-verbalen
- Het geven van waarschuwingen
- het bemiddelen bij conflicten
- diverse andere activiteiten zoals het bijhouden van de weersgesteldheid, de bijzonderheden over bloei- en drachtperioden en de veranderingen in habitat van de dieren.

Verder verlenen jachtopzieners ook ondersteuning naar onderzoekers bij het faciliteren met infrastructuur en expertise bij observaties en tellingen van dieren.  Jachtopzieners faciliteren ook interviews en het organiseren van focusgroepsessies door onderzoekers en ze assisteren bij het verrichten van metingen en doen van opnames bij carbon onderzoek, bodembemonstering en waterkwaliteit.